# Grandi regioni della Svizzera per indice di sviluppo umano
     > 0.950
     0.950 – 0.945
     0.945 – 0.935
     0.935 – 0.925
     < 0.925

Mappa delle grandi regioni svizzere per HDI nel 2018.
> 0.950
0.950 – 0.945
0.945 – 0.935
0.935 – 0.925
< 0.925

Questa è una lista delle grandi regioni della Svizzera per indice di sviluppo umano 2016. La regione di Zurigo ha il punteggio più alto a livello mondiale su 1621 regioni totali.
| Pos. | Regione                 | ISU 1990 | ISU 2000 | ISU 2010 | ISU 2019 | ISU 2022 | Variazione 1990–2019 | Comparabile con |
| ---- | ----------------------- | -------- | -------- | -------- | -------- | -------- | -------------------- | --------------- |
| 1    | Zurigo (grande regione) | 0,862    | 0,917    | 0,960    | 0,980    | 0,997    | 0,135                | Norvegia        |
| 2    | Regione del Lemano      | 0,839    | 0,895    | 0,937    | 0,959    | 0,980    | 0,141                | Norvegia        |
| 3    | Ticino (grande regione) | 0,827    | 0,882    | 0,924    | 0,954    | 0,964    | 0,137                | Irlanda         |
| 4    | Svizzera del nord-ovest | 0,830    | 0,886    | 0,928    | 0,950    | 0,964    | 0,134                | Islanda         |
| 5    | Svizzera centrale       | 0,825    | 0,879    | 0,922    | 0,946    | 0,961    | 0,136                | Germania        |
| 6    | Espace Mittelland       | 0,827    | 0,881    | 0,922    | 0,943    | 0,957    | 0,130                | Australia       |
| 7    | Svizzera orientale      | 0,813    | 0,867    | 0,909    | 0,933    | 0,949    | 0,136                | Regno Unito     |
|      | Svizzera                | 0,833    | 0,889    | 0,932    | 0,956    | 0,967    | 0,134                | Australia       |